# جون كوربيت (لاعب كريكت)
جون كوربيت (8 مارس 1883 في المملكة المتحدة - 10 أبريل 1944 في المملكة المتحدة)  (بالإنجليزية: John Corbett)‏ هو لاعب كريكت بريطاني (وحمل سابقاً جنسية المملكة المتحدة لبريطانيا العظمى وأيرلندا). لعب مع نادي مقاطعة ديربيشاير للكريكت ‏.